# 1922-es magyar úszóbajnokság
Az 1922-es magyar úszóbajnokság versenyszámait Budapesten rendezték meg. A női gyorsúszás győztese Teichmann Darinka, hátúszásban teljesítette a távot.

## Eredmények

### Férfiak
| Versenyszám                              | Arany                                                                       | Arany   | Ezüst                                       | Ezüst   | Bronz                         | Bronz   |
| ---------------------------------------- | --------------------------------------------------------------------------- | ------- | ------------------------------------------- | ------- | ----------------------------- | ------- |
| 100 m gyorsúszás Döntő: július 30.       | Kenyery Alajos MAFC                                                         | 1:05,6  | Turnovszky Endre MAC                        | 1:07,8  | Gáborfi Antal NSCHan MAFC     |         |
| 200 m gyorsúszás Döntő: június 25.       | Kenyery Alajos MAFC                                                         | 2:35,4  | Gáborfi Antal NSC                           | 2:35,8  | Serény István Ferencvárosi TC | 2:39    |
| 400 m gyorsúszás Döntő: július 2.        | Eperjessy Béla MOVE BSE                                                     | 5:34,6  | Balikó Kálmán NSC                           | 5:42    | Gáborfi Antal NSC             | 5:48    |
| 800 m gyorsúszás Döntő: július 30.       | Eperjessy Béla MOVE BSE                                                     | 12:33   | Balikó Kálmán NSC                           | 12:49   | Serény István Ferencvárosi TC | 12:49,5 |
| 1500 m gyorsúszás Döntő: augusztus 5.    | Eperjessy Béla MOVE BSE                                                     | 23:56,8 | Serény István Ferencvárosi TC               | 24:10   |                               |         |
| 100 m hátúszás Döntő: július 30.         | Balikó Kálmán NSC                                                           | 1:23,6  | Bartha Károly NSC                           |         | Kövecses MAC                  |         |
| 100 m mellúszás Döntő: július 30.        | Sipos Márton MAFC                                                           | 1:18,4  | Barta István NSC                            | 1:24    | Bartók OTE                    |         |
| 400 m mellúszás Döntő: szeptember 3.     | Wenk János Ferencvárosi TC                                                  | 6:50,8  | Barta István NSC                            | 7:03    | Borovi MAFC                   |         |
| Folyambajnokság Döntő: augusztus 10.     | Keserű Ferenc III. kerületi TVE                                             | 1:12:57 | Pogány Lipót NSC                            | 1:13:10 | Keserű Alajos Ferencvárosi TC | 1:13:30 |
| 4 × 200 m gyorsváltó Döntő: július 29.   | Kárpáti Nándor Bartha Károly Balikó Kálmán Gáborfi Antal NSC                | 11:23,4 | Wenk Keserű Bory Serény Ferencvárosi TC     | 11:44   | NSC B                         |         |
| 3 × 100 m vegyes váltó Döntő: július 29. | Sipos Márton Géczy István Kenyery Alajos MAFC                               | 3:58,4  | Bartha Balikó Schlenker NSC                 |         |                               |         |
| folyamúszás csapat Döntő: augusztus 10.  | Pogány Lipót Balikó Kálmán Gáborfi Antal Kárpáti Nándor Schlenker Antal NSC | 45      | Keserű Wenk Vértesi Szubota Ferencvárosi TC | 59      |                               |         |

### Nők
| Versenyszám                        | Arany                 | Arany  | Ezüst          | Ezüst | Bronz                    | Bronz |
| ---------------------------------- | --------------------- | ------ | -------------- | ----- | ------------------------ | ----- |
| 100 m gyorsúszás Döntő: július 30. | Teichmann Darinka NSC | 1:39,8 | Dénes Irén NSC |       | Danner Margit Szegedi UE |       |